# Гартлпул Юнайтед
ФК «Гартлпул Юнайтед» (англ. Hartlepool United Football Club) — англійський футбольний клуб з міста Гартлпул, заснований у 1908 році. Виступає у Першій футбольній лізі. Домашні матчі приймає на стадіоні «Вікторія Парк», потужністю 7 858 глядачів.